# Hatecore
Hatecore w swym pierwotnym znaczeniu, używanym od połowy lat 80. po wczesne lata 90. to nazwa stylu muzycznego, którego reprezentantami było kilka nowojorskich grup, takich jak Sheer Terror, Integrity, Lavatory czy Ryker's. Pod względem muzycznym była to mroczniejsza i bardziej brutalna odmiana hardcore punk. Charakteryzował ją duży udział krzyku i dźwięków nieartykułowanych w warstwie wokalnej oraz wściekłość, gniew i bunt przeciwko społeczeństwu w tekstach.
Począwszy od lat 90. termin hatecore zaczął być używany na określenie wykonawców muzycznych związanych z muzyką neonazistowską i białej supremacji, nazwą tą dziennikarze określali pełne nienawiści teksty grup wykonujących tego typu muzykę.